# Lap (marque)
Pour les articles homonymes, voir Lap.
 (février 2019).
Si vous disposez d'ouvrages ou d'articles de référence ou si vous connaissez des sites web de qualité traitant du thème abordé ici, merci de compléter l'article en donnant les références utiles à sa vérifiabilité et en les liant à la section « Notes et références ».
Le Lap est un ciment alumineux spécial très pauvre en fer. C'est un matériau et une marque sous laquelle son brevet fut déposé, et c'est le nom de la société commerciale qui l'exploita.

## Historique
Sa découverte en 1923 par la mezzo-soprano et artiste peintre Spéranza Calo (1885-1949) fera l'objet d'un dépôt de brevet en juin 1923. Spéranza Calo est l'épouse de Jean Charles Séailles (1883-1967), inventeur fécond, fils d'une famille d'artistes et d'intellectuels, son père Gabriel Séailles est historien de la philosophie et sa mère Jeanne Octavie est une artiste peintre de l'école de Barbizon.
Jean Charles Séailles est également professeur à la Sorbonne. Critique d'art et passionné de mécanique, il est également ingénieur conseil, perfectionnant dans ces années-là la mécanique des moteurs thermiques, la résistance des ouvrages d'art et encore la chimie des matériaux. Avec son ami Eugène Freyssinet, ils mettent au point de nouveaux procédés de fabrication des bétons. En 1939, il avait déjà déposé plus d'une soixantaine de brevets d'invention.
La tradition dit que c'est par hasard que Spéranza Calo aurait découvert cette technique qui donna naissance au Lap. Elle aurait fait par mégarde tomber du ciment dans le pot où elle rinçait ses pinceaux. En démoulant le bloc formé par ce dépôt, elle constata qu'il s'était formé une cristallisation des pigments à la surface.
Son mari, travaillant sur le béton, afin d'en améliorer l'aspect dans la construction, poursuivit ses recherches sur les bases de cette découverte fortuite. Ils mirent au point un produit qu'ils baptisèrent « Lap », abréviation du latin « Lapis » signifiant « pierre ». C'est en juillet 1924 qu'ils déposèrent un brevet pour le nom de la marque sous lequel ils décidèrent de commercialiser ce produit. Pour cela ils créent la Société anonyme du Lap, avec un capital d'un million de francs dont le siège social est situé au 38 quai Henri-IV à Paris. Elle commercialise ce produit en France et à l'étranger, à l'exception de la Belgique où une autre société avait été créée un peu avant. Parmi les actionnaires se trouvent des ingénieurs des Mines et des industriels du bâtiment. Vers la fin de la seconde décennie du XXe siècle, elle possède plusieurs filiales et concessionnaires, ainsi que des usines en France et en Europe, mais également aux États-Unis et en Amérique du Sud.
L'année 1926 verra un ralentissement des activités de la Société dû à la grossesse de Spérenza et à la naissance de sa fille Violette Séailles qui sera une enfant fragile. L'activité redémarre à plein  en 1929 et les Séailles ouvrent de nouveaux ateliers dans leur parc d'Antony. Cette période de prospérité va de 1927 à 1931.
À partir de 1932, la Grande Dépression qui touche l'économie de la France va frapper de plein fouet le bâtiment. Les Séailles vont réorienter leur stratégie commerciale avec un slogan comme : « Lap, la pierre-cristal aux mille nuances ». On peut choisir sur catalogue une multitude de coloris pour des produits de production industrielle : cheminées, dalles, « carreau Alpha », « Sanilap » (utilisé pour la Cité de la Muette à Drancy).
Avec le temps, on observe quelques défauts qui apparaissent sur les parties les plus exposées aux intempéries, ce qui entache la réputation de ce matériau dit inaltérable. Il va peu à peu disparaître des Salons nationaux consacrés à la décoration.
Si les Séailles conservent leur propriété d'Antony, ils se réinstallent à Paris (1932-1935) pour se consacrer à d'autres activités. La presse ne parle plus du Lap à partir de cette même époque, mis à part deux articles en 1935 et 1936.
La Seconde Guerre mondiale va suspendre les activités de l'atelier d'art qui sera mis à sac par l'Occupant. Speranza et Jean Charles Séailles reprennent la production à la Libération et exposent en 1946 à Antony. C'est un de leurs fils, Pierre Séailles, qui reprend la fabrication des pièces de Lap avec une nouvelle technique dite « à décor flotté ». Des artistes comme Dino Abidine ou Jean Lods, ainsi que Pierre Séailles, créent de nouveaux motifs. Ces pièces seront exposées à la Galerie Coqliban à Paris, en 1954. En 1964, Jean Charles Séailles organise une rétrospective, « Émaux et cristallisations d'Antony », à la Galerie des Orfèvres à Paris en exposant des œuvres de l'entre-deux-guerres et contemporaines.
L'inventeur du Lap meurt en 1967 et la Société est dissoute en 1968. Les Séailles vendent leur propriété d'Antony en 1970. Elle est démolie pour être lotie par la Résidence des Grands-Chênes.
Pierre Séailles a poursuivi ce savoir-faire, apportant de nouvelles techniques avec quelques proches qui conservent les secrets de sa fabrication depuis sa mort en 2007.

## Caractéristiques
Le procédé de fabrication est toujours sous la protection du brevet déposé. Le Lap présente de grandes qualités pour sa mise en application en décoration et en architecture. Sa prise est rapide, il a une teinte très claire et sa surface est translucide. Ses caractéristiques n'autorisent pas la taille directe. Il se met en œuvre en étant coulé dans un moule ouvert plat ou en relief. Son coût de fabrication étant élevé, il s'emploie en couche mince au fond du moule puis est recouvert d'un ciment ordinaire, armé ou non. On peut lui donner des effets de grains, de craquelés ou de marbrures en y mêlant des pigments, des poudres ou encore des feuilles métalliques (or, argent, etc.). 
C'est un produit inaltérable, poli, dur et dense, de grande qualité; il est luxueux et précieux comme le soulignent les publicités. Chaque pièce est unique. Ce produit d'un grand standing est parfois plus cher que le marbre.

## Applications architecturales
- Revêtement de façade
- Devantures de boutiques (soubassements, corniches, pilastres etc.)
- Dalles de sol
- Lambris (salle de restaurant, lieux de culte, cafés, vestibules d'immeubles)
- Salle de bains
- Meubles (paravent, jardinières, tables, bancs, cheminées, fontaines)

Ce matériau a servi à la fabrication de nombreux bâtiments éphémères lors des expositions et salons nationaux et internationaux.

## Applications artistiques

### Peintres ayant travaillé le Lap
- Marcel Amiguet (1891-1958), rencontre Speranza dans les années 1920 et participe à l'expo de Lap en 1928 à Antony
  - 1928, Orphée, d'après un carton de l'artiste, dim; 25 x 37 cm
- Henriette Crespel (1874-1958), lié d'amitié avec les Séailles, elle participe aux expositions de 1928 et 1930.
- Raoul Dufy, dès 1924. Déesse d'après un carton, dim; 69 x 54 cm s.d
  - 1928, Amphitrite
  - Vers 1936, La Fée Électricité, d'après un carton de l'artiste, dim; 67 x 47 cm, commande pour le Pavillon de l'Électricité à l'exposition universelle de 1937, cette grande œuvre est visible au Musée d'art moderne de la ville de Paris
  - 1936, cycle de Mon docteur le Vin :
  - 'Le vin pour les convalescents, d'après un carton de l'artiste, dim; 41 x 36 cm
  - Le vin contre l'obésité, dim; 48 x 40 cm
  - La route du vin, panneau en Lap d'après un carton de Raoul Dufy
- Léonard Foujita (1886-1968) rencontre Speranza Calo vers 1914 et travaille le Lap dès 1924.
  - Vers 1924, Enfant levant les bras, dim; 45 x 72 cm
  - 1925, Nu couché panneau en collaboration avec Speranza Calo sur feuille d'or froissées. Participe aux expositions de 1928 et 1930.
  - Vers 1927, Lapin blanc entouré de deux chats, d'après un carton de l'artiste, dim; 86 x 33 cm
  - 1929, Renard beige sur fond vert, dim; 39 x 70 cm
  - Vers 1929, Chien courant sur fond bleu, d'après un carton de l'artiste dim; 54 x 36 cm
  - Chat tourné vers la droite, la patte levée, panneau de Lap d'après un carton de l'artiste
- Georges Gounaro (1890-1977), intéressé par le Lap, il participe aux expositions de 1928, 1929 et 1930
  - Jeune femme se coiffant, dim; 47 x 57 cm
- Paul Jouve (1878-1973) travaille avec Speranza dès 1925 sur un panneau de faïencerie : La panthère luttant et son petit. Il participe à l'exposition d'Antony de 1928
  - 1927, La panthère luttant avec un boa, lap
  - 1927, une grande composition détruite accidentellement en 1968
  - 1927, Le monastère de Simonos Petra, dim; 60 x 85 cm
- André Édouard Marty (1882-1974)
  - 1928, Les Biches, Lap de 6 mètres de long, présentée à l'exposition de 1928 à Antony
- José Mingret (1880-1969) se lie d'amitié avec Speranza en 1908. Il expose à Antony en 1928 et 1929
  - 1927, Le Cervin, Lap en feuilles d'argent
- Carlos Schwabe, peintre qui a illustré un ouvrage préfacé par son ami Gabriel Séailles en 1908, beau-père de Speranza Calo
  - 1925, Nu de femme debout, Lap d'après un carton de l'artiste, dim; 75 x 46 cm
- Andrée Séailles (1891-1980), fille de Gabriel Séailles et d'Octavie Charles Paul Séailles, elle fut l'élève de sa mère et de Paul Baudoüin, expose aux Salons de La Nationale, aux Indépendants. Elle réalise fleurs, paysages et compositions murales transposées en Lap par sa belle-sœur Speranza Calo. Elle expose à Antony en 1928 et 1930. Elle dirige brièvement la Société Lap à la mort de son frère Jean Charles Séailles
  - 1931, Décoration pour le restaurant du Pavillon de l'Afrique occidentale française à l'Exposition coloniale de 1931
  - Queues de renard, panneau de lap
- Pierre Séailles (1919-2007), fils de Jean Charles Séailles et de Speranza Calo. Il prépare l'École des Arts et Métiers en 1939, mais la guerre interrompt ses études. N'acceptant pas la défaite, il s'engage dans la Résistance, comme son frère Jean et sa sœur Simone, morte en déportation. Il reprend la fabrication du Lap avec son père, puis avec sa femme, Brigitte Amherdt et son fils Nicolas. Ils perfectionnent et apportent la technique du Lap à décor flotté.
  - 1964, Fougères noires sur fond rouge, Lap avec Brigitte Amherdt, dim; 57 x 27 cm, exposition d'Antony, 2014
  - 1985, Le Genévrier, Lap à décor flotté, dim; 72 x 62 cm
  - Paravent décor jasmin, patine d'or sur bois, trois panneaux Lap 42 cm sur une hauteur de 165 cm
  - Petit village de rêve, Lap à décor flotté avec Brigitte Amherdt, dim; 63 cm
- Yvonne Sjoestedt, frise de la gare de Saint-Amand-Eaux, Urbain Cassan architecte, donne des cartons aux Séailles dès 1927.
- John Tandy (1905-1982), architecte, il devient peintre, fait de la gravure sur bois, du design et l'art du textile. Après sa rencontre avec Speranza expose à Antony en 1928, 1929, 1930, puis s'installe comme décorateur à Londres.
  - Vers 1927, Étude de paysage, d'après un carton de Tandy, dim; 23 x 18 cm

### Sculpteurs ayant travaillé le Lap
- Albert Binquet (1879-1934), sculpteur, réalise une décoration en bas-relief de la façade de la Librairie Hachette au 114 boulevard Raspail à Paris en 1928
- Jacques Gruber (1870-1936) réalise des chemins de croix dont un en Lap pour l'église de Clamecy, construite en béton armé en 1926. Il expose ses panneaux en Lap à Antony en 1928, 1929 et 1930
  - 1928, Chemin de croix , Lap en relief, dim; 70 x 62 cm
- Alfred Janniot
  - 1925, Léda et son Cygne, panneau décoratif présenté à l'Exposition des arts décoratifs
- Léon Leyritz (1888-1976), sculpteur, architecte et décorateur, il participe aux expositions de 1928, 1929 et 1930
  - 1928, Étude pour une fontaine, nu masculin debout, les bras levés, Lap, dim; h: 49 cm
  - 1928, Nu masculin debout, aux bras levés en Lap [2]pour la pièce Sigfried de Jean Giraudoux
- Henri-Marcel Magne (1877-1944) réalise des articles sur le béton et particulièrement sur le Lap et des chemins de croix en Lap qu'il expose à Antony en 1928 et 1929.
- Jan Martel (1896-1966) et Joël Martel (1896-1966)
  - 1927, La Danse, Lap à feuilles d'or froissé en collaboration avec Spéranza Calo
  - 1930, Le Char, Lap d'argent, diam. 220 cm
  - 1932, Monument à la mémoire de Claude Debussy, bas-relief dont un exemplaire en Lap a orné le fronton de la propriété des Séailles à Antony. L'original est situé dans le boulevard Lannes au Jardin Claude-Debussy à Paris
  - 1935, Bas-reliefs pour la chapelle du paquebot Normandie, Lap d'or fin, avec l'architecte Pierre Patout. Ils exposent à Antony en 1928
  - Les Biches, d'après un modèle des deux artistes, dim. 20 x 19 cm
  - Les Chats, d'après un modèle des deux artistes, dim. 21 x 18 cm
- Georges Saupique (1889-1961) réalise des bas-reliefs en Lap à partir de 1927 jusque vers 1929 pour des façades de maisons parisiennes
- Andrée Séailles (1891-1980)
  - Les Perroquets, d'après un modèle d'Andrée Séailles

### Architectes et décorateurs ayant travaillé le Lap
- Jacques Marcel Auburtin (1876-1926) et ses associés : Hall de la salle Pleyel, 1927
- Eugène Beaudouin (1898-1983) a utilisé des carreaux de Lap dans la réalisation de la Cité de la Muette à Drancy en 1935 en collaboration avec Marcel Lods
- Urbain Cassan : revêtements et frise décorative en Lap dans la gare de Saint-Amand-les-Eaux, Nord, 1927
- Germain Dorel en 1927, revêtements de sols et de murs d'une salle de bains à Paris en collaboration avec Henri Preslier
- Jacques Grüber (1870-1936), maître verrier, travailla le Lap et réalisa des chemins de Croix en Lap
  - Chemin de Croix de l'église de Clamecy (vers 1926-1927). Il expose à Antony en 1928, 1929 et 1930
- Paul Huilard, en 1928, boutique de la Librairie Larousse, 114 Boulevard Raspail à Paris, avec le sculpteur Albert Binquet
- Francis Jourdain, décorateur : boutiques et cheminées vers 1926. Ateliers Primavera au Salon d'Automne de 1924 avec l'architecte Levard.
- Renée Kinsbourg, cartonnier-décorateur, réalise entre 1928-1930 des fontaines, pergola, devanture de boutique en Lap
- Alfred Levard (ateliers Primavera) au Salon d'automne de 1924
- Léon Leyritz : devanture du fleuriste André Baumann, en panneaux de Lap bleu au 96 boulevard du Montparnasse à Paris (1926)
- Marcel Lods, architecte qui réalisa la Cité de la Muette à Drancy en collaboration avec Eugène Baudouin en 1935. Ils y employèrent des carreaux de Lap.
- Joseph Marrast : devanture de la boutique de la parfumerie Roger et Gallet à Paris
- Pierre Patout : habillage des deux cents magasins de vins Nicolas à Paris, à partir de 1926
- Henri Preslier, en 1927, revêtements de sols et de murs d'une salle de bains à Paris en collaboration avec Germain Dorel
- Lucie Roisin, réalisa la frise de la chapelle de la Providence, rue de la Pompe à Paris en 1929
- Henri Sauvage : pavillon Primavera de l'Exposition internationale des Arts décoratifs et industriels modernes de 1925
- Robert Mallet-Stevens (1886-1945), architecte, designer français, bureau de l'hebdomadaire La Semaine à Paris en 1929-1930 au no 28 rue d'Assas[3], avec emploi du Lap
- Jules Leleu (1883-1961): revêtit les murs de la piscine privée du comte de Rivaud à la Châtaigneraie (La Celle Saint-Cloud)[4]

## Lieux comportant du Lap
Paris et environs

- 8, rue de la Paix, Boutique de la parfumerie Roger & Gallet (1927)
- 96, boulevard du Montparnasse, devanture du fleuriste André Baumann (1926, disparue)
- 102, boulevard du Montparnasse, piliers de La Coupole
- 114, Boulevard Raspail, revêtement et bas-relief sur la façade de la Librairie Larousse, sculpteur Albert Binquet (1928).
- Hall de la salle Pleyel, 1927
- Boulevard Saint-Germain, angle rue de Solférino, dépôt de vins Nicolas (1926, détruit)
- rue de la Pompe, chapelle de la Providence, frise par Lucie Roisin
- Drancy : Cité de la Muette, carreaux en Lap
- Neuilly-sur-Seine : hall et escalier dans un appartement revêtus de panneaux de Lap, (1933)

ailleurs en France

- Reims : impostes des portes de la halle centrale du marché de Reims
- Gare de Saint-Amand-les-Eaux, revêtements et frise (1927) (détruit)

## Expositions
- 1924, Salon d'automne, présentation du revêtement intérieur pour la piscine d'une villa sur la Côte d'Azur. Présentation de revêtements par le décorateur Francis Jourdain et l'architecte Alfred Levard
- 1925, Exposition internationale des Arts décoratifs et industriels modernes : Présentation du Lap dans sept pavillons différents
- 1927, Salon des indépendants, Salon des artistes décorateurs, etc.
- 1928, exposition de Lap dans les jardins de la propriété Séailles à Antony. Inaugurée par Paul Léon directeur des beaux-arts
- 1929, exposition de Lap dans les jardins de la propriété Séailles à Antony
- 1930, exposition de Lap dans les jardins de la propriété Séailles à Antony
- 1934 à 1937, Exposition de l'habitation organisée par le Salon des arts ménagers
- 1946, exposition à Antony dans les jardins de la propriété Séailles à Antony
- 1954, Galerie Coqliban à Paris
- 2014, « Lap, le ciment-roi de l'art déco », à la Maison des Arts d'Antony, du 17 septembre au 2 novembre, Parc Bourdeau, 20 rue Velpeau

## Prix
- 1925, médaille d'or et diplôme d'honneur à l'Exposition internationale des Arts décoratifs et industriels modernes
- 1928, médaille d'or de la Société d'encouragement de l'industrie nationale

## Sources
Article rédigé à partir des sources bibliographiques citées ci-dessous et des archives et dépliants édités par la ville d'Antony.

## Pour approfondir